# Хавана
 Тази статия е за столицата на Куба.  За американския филм вижте Хавана (филм).  
Хавана (на испански: La Habana, [la aˈβana]) е столицата на Куба и най-голям град в страната и на Антилските острови. Градът е една от четиринадесетте провинции на страната, наричана Сиудад де ла Абана. Населението му е около 2 110 000 души (2012).

## География
Хавана е разположена на северния бряг на Куба, южно от архипелага Флорида Кийс, при който Мексиканския залив се свързва с Атлантическия океан. Градът се намира главно на запад и на юг от дълбок залив, отделен от морето с тесен проток, който се разделя на три основни пристанища – Маримелена, Гуанабакоа и Атарес. Река Алмендарес пресича града от юг на север и се влива в морето няколко километра западно от залива.
Ниските възвишения, по които е разположен градът, се издигат постепенно от дълбоките води на Флоридския проток. Известна забележителност е 60-метровият варовиков хребет, издигащ се от изток и завършващ с хълмовете Кабаня и Моро, на които през колониалната епоха са разположени укрепления, охраняващи източния залив. Друг известен хълм е разположен на запад и е зает от Хаванския университет. Извън очертанията на града по-високи възвишения се издигат на запад и на изток.
Климатът в Хавана, както и в по-голямата част от Куба, е тропичен. Топлият бриз и местоположението на острова в зона с пасатни ветрове, прави климата по-мек. Според климатичната класификация на Кьопен, Хавана се намира в тропичен саванен климат. Средните температури варират от 22 °C през януари и февруари, до 28 °C през август. Температурата рядко пада под 10 °C. Количеството на валежите е най-интензивно през юни и октомври и най-слабо от декември до април, като средното количество е около 1200 mm годишно.
| Климатични данни за Хавана | Климатични данни за Хавана | Климатични данни за Хавана | Климатични данни за Хавана | Климатични данни за Хавана | Климатични данни за Хавана | Климатични данни за Хавана | Климатични данни за Хавана | Климатични данни за Хавана | Климатични данни за Хавана | Климатични данни за Хавана | Климатични данни за Хавана | Климатични данни за Хавана | Климатични данни за Хавана |
| Месеци | яну.                       | фев.                       | март                       | апр.                       | май                        | юни                        | юли                        | авг.                       | сеп.                       | окт.                       | ное.                       | дек.                       | Годишно                    |
| Средни максимални температури (°C) | 25,8                       | 26,1                       | 27,6                       | 28,6                       | 29,8                       | 30,5                       | 31,3                       | 31,6                       | 31,0                       | 29,2                       | 27,7                       | 26,5                       | 28,8                       |
| Средни температури (°C) | 22,2                       | 22,4                       | 23,7                       | 24,8                       | 26,1                       | 27,0                       | 27,6                       | 27,9                       | 27,4                       | 26,1                       | 24,5                       | 23,0                       | 25,2                       |
| Средни минимални температури (°C) | 18,6                       | 18,6                       | 19,7                       | 20,9                       | 22,4                       | 23,4                       | 23,8                       | 24,1                       | 23,8                       | 23,0                       | 21,3                       | 19,5                       | 21,6                       |
| Средни месечни валежи (mm) | 64,4                       | 68,6                       | 46,2                       | 53,7                       | 98,0                       | 182,3                      | 105,6                      | 99,6                       | 144,4                      | 180,5                      | 88,3                       | 57,6                       | 1189,2                     |
| --- | -------------------------- | -------------------------- | -------------------------- | -------------------------- | -------------------------- | -------------------------- | -------------------------- | -------------------------- | -------------------------- | -------------------------- | -------------------------- | -------------------------- | -------------------------- |
| Източник: Casa Blanca, Habana, Cuba: Climate, Global Warming, and Daylight Charts and Data // Архивиран от оригинала на 2011-06-23. Посетен на 2013-10-31. |                            |                            |                            |                            |                            |                            |                            |                            |                            |                            |                            |                            |                            |

## История

### Ранна история
Градът е основан на сегашното си място през 1519 г. и първоначално носи името Сан Кристобал де ла Абана. Той е сред първите испански селища на острова и се образува край удобен за пристанище естествен залив. Първоначално Хавана е търговско пристанище, често нападано от пирати. През 1555 г. градът е опожарен от френския корсар Жак дьо Сор.
През следващите години испанците изграждат в Хавана крепост, която да предотврати пиратските набези. Тя започва да играе важна роля в предотвратяването на контрабандата и налагането на монопол в търговията с колониите – всички кораби от испанските колонии в Америка първо доставят стоките си в Хавана и оттук те се транспортират към Европа. През 1592 г. селището официално получава статут на град.
През XVII век Хавана бързо се разраства, изграждат се множество нови сгради, главно от дърво, съчетаващи архитектурни стилове от Пиренейския полуостров с типични елементи от Канарските острови. През 1649 г. тежка епидемия довежда до смъртта на една трета от жителите на града.
В средата на XVIII век населението на Хавана надхвърля 70 хиляди души и градът е трети по големина в Америка, след Лима и Мексико. По това време Хавана е най-важното испанско пристанище в Новия свят с най-големите корабостроителни и кораборемонтни съоръжения.
През 1762 г., по време на Седемгодишната война, Хавана е превзета от Великобритания – продължилата една година британска окупация довежда до бързо разрастване на търговията с британските колонии в Северна Америка и Антилските острови, което предизвиква съществени обществени промени. В края на войната Испания отстъпва на британците Флорида в замяна на връщането на Хавана. След като си връщат града, испанците го превръщат в най-силно укрепената крепост в Америка. През 1796 г. от Санто Доминго са пренесени останките на Христофор Колумб – те остават в града до оттеглянето на испанците през 1898 г., когато те ги пренасят в Севиля.

### XIX век и независима Куба
С края на колониалния монопол в началото на XIX век търговията между Антилските острови и Северна Америка нараства и Хавана се превръща в процъфтяващ град. Развиващата се средна класа изгражда нови жилищни сгради в неокласически стил и градът става известен като Париж на Антилите.
През 1837 г. е построена първата железопътна линия – с дължина 51 km до Бехукал, по която се превозва захар от долината на Гинес до пристанището. С това Куба става петата страна в света и първата испаноезична страна с железница. През следващите десетилетия са изградени обществени сгради, като луксозния театър „Такон“. През 1863 г. са разрушени крепостните стени на града, за да се даде възможност за неговото разширяване. След забраната на робството в Съединените щати, много американски плантатори се преместват в Хавана, тъй като в Куба робството остава легално до 1886 г.
През 1898 г., по време на Войната за независимост, Хавана става сцена на сблъсъци между привърженици и противници на независимостта, които провокират Испано-американската война и довеждат до края на испанския колониализъм в Америка. Градът остава под американски контрол до 1902 г., когато Куба става независима държава.
През следващите десетилетия градът се възстановява от пораженията от гражданската война и се строят множество многоетажни сгради за растящата средна класа. Бумът на туристическия бранш през 30-те години довежда до изграждането на множество луксозни хотели, казина и нощни клубове, част от тях контролирани от организираната престъпност в Съединените щати. Като център на хазарта в средата на века Хавана изпреварва Лас Вегас. Градът през този период е известен с яхтените си пристанища, големи автомобилни състезания, музикални представления и обширни паркове.

### Комунистически режим
След Кубинската революция от 1959 г. в страната е наложена комунистическа диктатура. Национализацията на икономиката и наложеното от Съединените щати ембарго се отразяват тежко на града. Стопанската криза се задълбочава след разпадането на субсидиращия Куба Съветски блок в началото на 90-те години, но за разлика от страните в Източна Европа в Куба комунистите успяват да се задържат на власт.
От началото на XXI век режимът прави опити за съживяване на туристическата индустрия и дава известна възможност за чужди инвестиции в сектора. Като част от опитите за привличане на чужди туристи са положени усилия за възстановяването и по-добрата поддръжка на части от стария град.

## Население
Населението на Хавана е около 2 106 146 души (2012).

## Управление
Границите на Хавана съвпадат с границите на едноименната провинция и така де факто Хавана е и град и провинция. Градът е разделен на 15 общини: Аройо Наранхо, Бойерос, Сентро Абана, Серо, Которо, Диес де Октубре, Гуанабакоа, Абана дел Есте, Абана Биеха, Ла Лиса, Марианао, Плая, Пласа де ла Револусион, Регла, Сан Мигел дел Падрон. Най-голяма по площ община е Абана дел Есте, а най-голяма по население е Диес де Октубре.

## Икономика
Местоположението на Хавана е важно за началната ѝ икономика. Още през 16 век градът се прочул като търговския център на Новия свят. Въпреки усилията на правителството на Фидел Кастро да се разсее индустрията от Хавана, столицата си остава най-важния индустриален център на Куба. В градските индустриални зони е концентрирана леко-промишлената индустрия, а в останалата част на острова са кубинските захарни плантации. В града се правят и прочутите пури Хабанос. През Хавана минават 50% от вноса на Куба.
След разпадането на СССР през 1991 г. и американското ембарго, кубинската икономика навлиза в криза, каквато не е имало от революцията през 1959 г. Също така след разпада на СССР броят на туристите в Хавана и Куба нараства значително. Днес Хавана залага на туризма като главен източник на доходи. В Стария град има малки обущарници и магазини за ръчно направени дрехи, но техният брой започва да намалява. Голяма част от американския бизнес в Хавана е в ръцете на правителството. Точно поради тази причина, днес голям брой банки в града и околностите му са затворени. Ведадо е днешният главен бизнес квартал на града. Там се издигат небостъргачи, високи жилищни комплекси, хотели, казина и ресторанти. Във Ведадо се намира и Университетът на Хавана.

## Инфраструктура
В Хавана се намира най-голямото балетно училище в света с около 4500 ученици всяка г., при отиващи на кастинг над 50 000. Образованието е безплатно и главно ориентирано към социалистическа система. Преди в града е имало два университета, но след революцията този в Марианао – Католическият университет, е затворен.
Здравеопазването е центрирано в градските болници, управлявани от правителството. Здравните услуги в Хавана са по-добри от останалите в страната. Също така в столицата се правят и операции при сърдечноболни и хора с проблемно зрение, рядко срещани някъде другаде в карибска държава. Услугите в града са под контрола на правителството. Електричество се доставя чрез генератори, работещи с петрол.
Спортът в Хавана е широко разпространен сред столичаните. В Хавана има два бейзболни стадиона. Най-големият от тях е Естадио Латиноамерикано. Достъпът до повечето спортни събития е свободен. Най-популярните места за водни спортове в града са градските плажове. През 1991 г. в Хавана са проведени 11-ите Панамерикански игри. Заради провеждането им в града са били построени много спортни игрища, главно в почти незаселените западни предградия.

## Известни личности
Родени в Хавана
- Хосе Раул Капабланка (1888 – 1942), шахматист
- Луис Мануел Отеро Алкантара (р. 1987), кубински общественик
- Инес Родена (1905 – 1985), писателка и сценаристка
- Делия Фиайо (р. 1924), писателка и сценаристка
- Алфредо Торес (р. 1967), танцьор

Починали в Хавана
- Рубен Гонсалес (1919 – 2003), пианист
- Серафим Северняк (1930 – 1988), български писател

Други хора, свързани с Хавана
- Дико Диков (1910 – 1985), български офицер и политик, посланик през 1969 – 1972
- Бойко Димитров (р. 1941), български политик, посланик през 1978 – 1982
- Фидел Кастро (1926 – 2016), политик, живее в града от средата на 40-те
- Борис Китанов (1912 – 1996), български ботаник, преподава в града през 1970 – 1973
- Христо Пощаков (р. 1944), български писател, живее в града през 1979 – 1984
- Стефан Кисьов (1963), български писател, автор на романа Екзекуторът, живее в града